# Ponte della Ferrovia (Ivrea)
Il ponte della Ferrovia (localmente noto anche come ponte di ferro) è un ponte ferroviario della città di Ivrea. Costruito sulla Dora Baltea, la sua inaugurazione risale al 1886.

## Storia

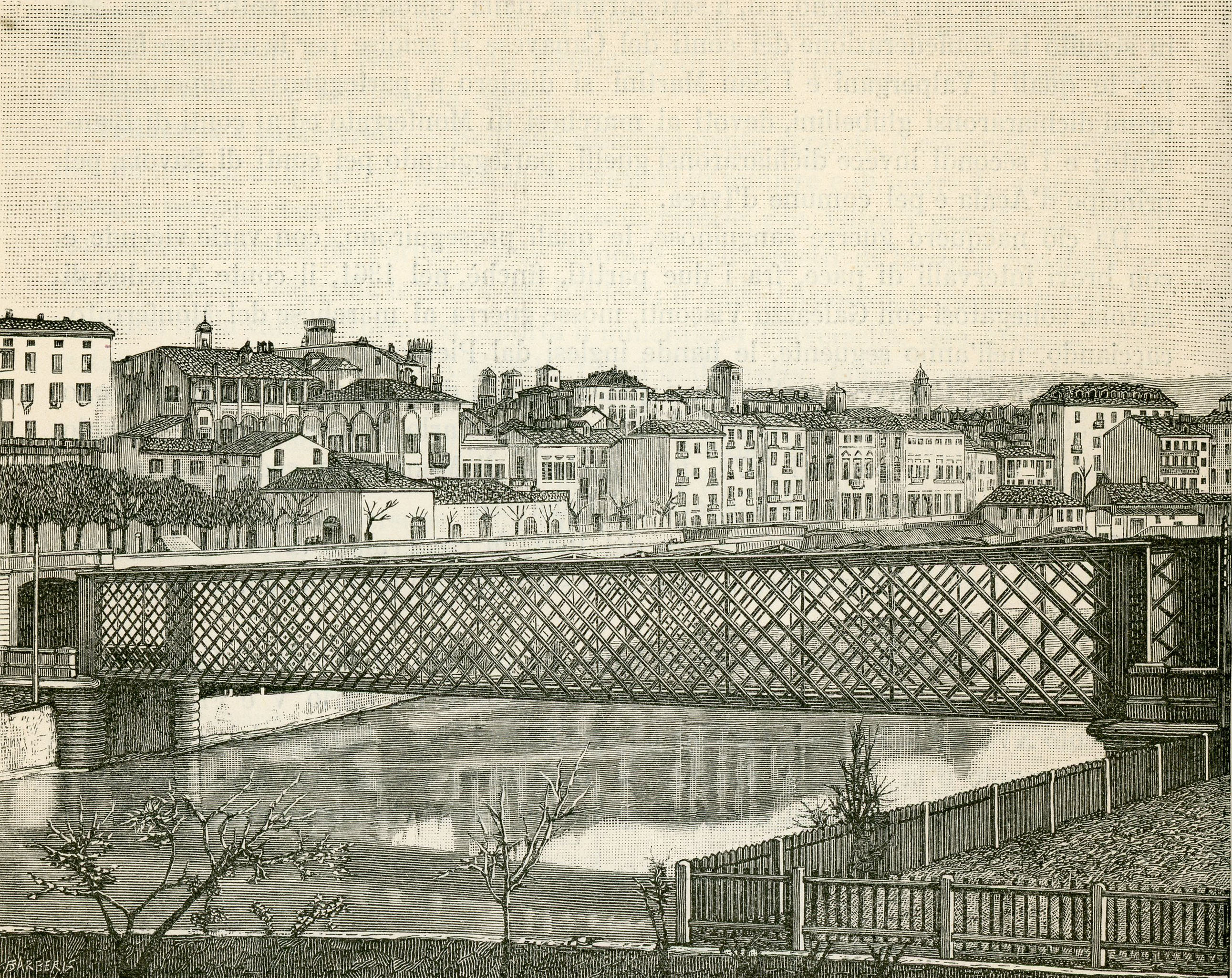
Il ponte originario

Il ponte venne costruito nel quadro della realizzazione della tratta ferroviaria tra Ivrea e Aosta, ufficialmente inaugurata, insieme al ponte, il 4 luglio 1886. Il ponte, originariamente a travatura reticolare, venne montato in loco sulla riva destra della Dora Baltea per poi essere fatto scorrere nella sua posizione finale sfruttando come appoggio una struttura provvisoria in legno realizzata nel mezzo del fiume.
Nella notte tra il 23 e il 24 dicembre 1944, il ponte venne fatto esplodere dalle forze partigiane durante l'occupazione nazifascista dell'Italia settentrionale per evitare un bombardamento alleato programmato per interrompere i rifornimenti di materiale bellico provenienti dalle acciaierie Cogne di Aosta. Una targa apposta su di un lampione forato da un frammento del ponte durante l'esplosione commemora l'evento. Un nuovo ponte a capriata venne costruito in seguito alla fine del conflitto e varato il 25 maggio 1959.

## Descrizione
Il ponte è collocato nell'ultimo punto utile prima che il letto della Dora Baltea si allarghi nuovamente dopo essere stata costretta in una stretta gola, a poche decine di metri a valle dal ponte Nuovo. Si tratta di un ponte a capriata, lungo originariamente 54 metri.

## Galleria d'immagini

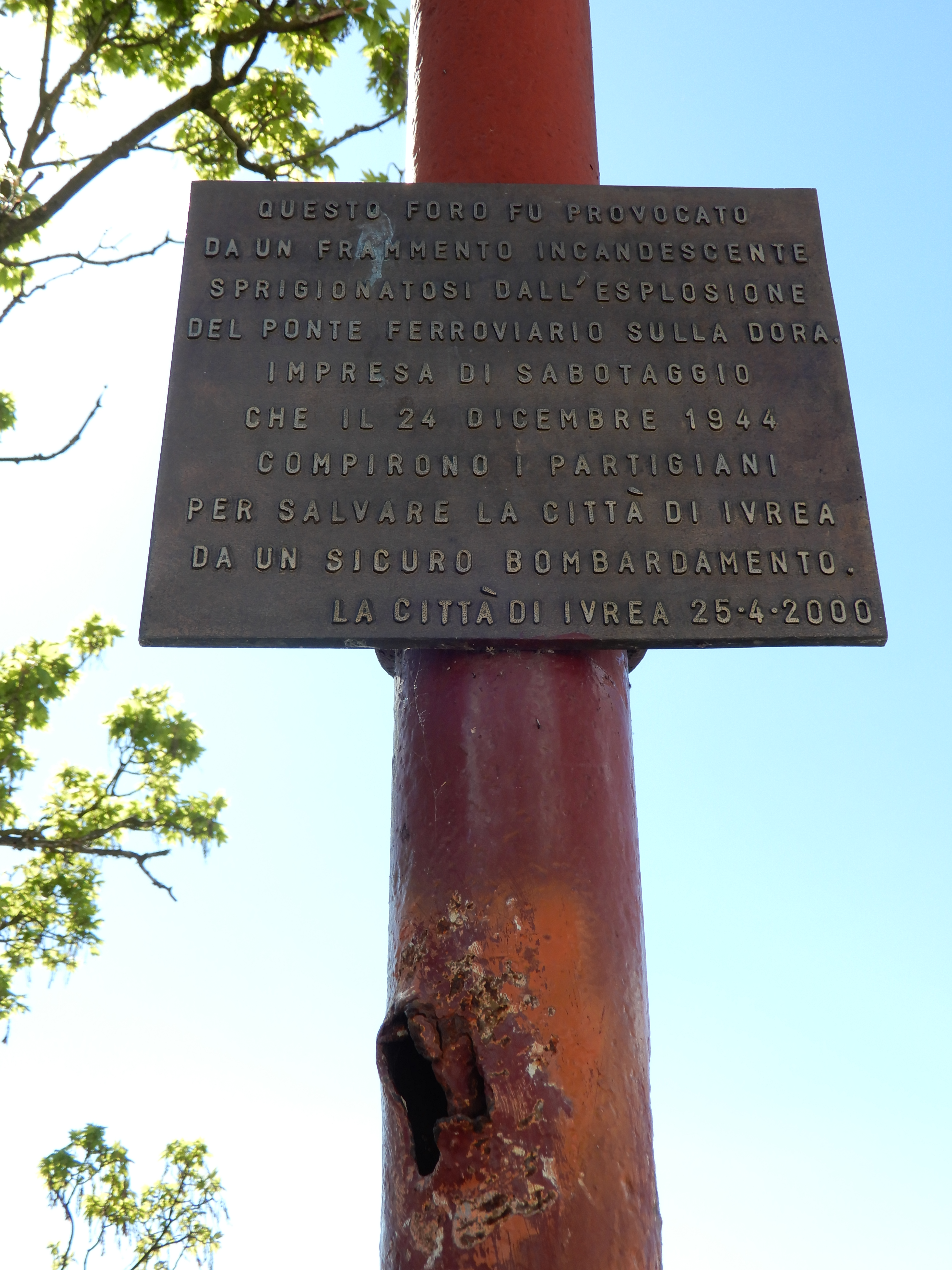
Targa commemorativa
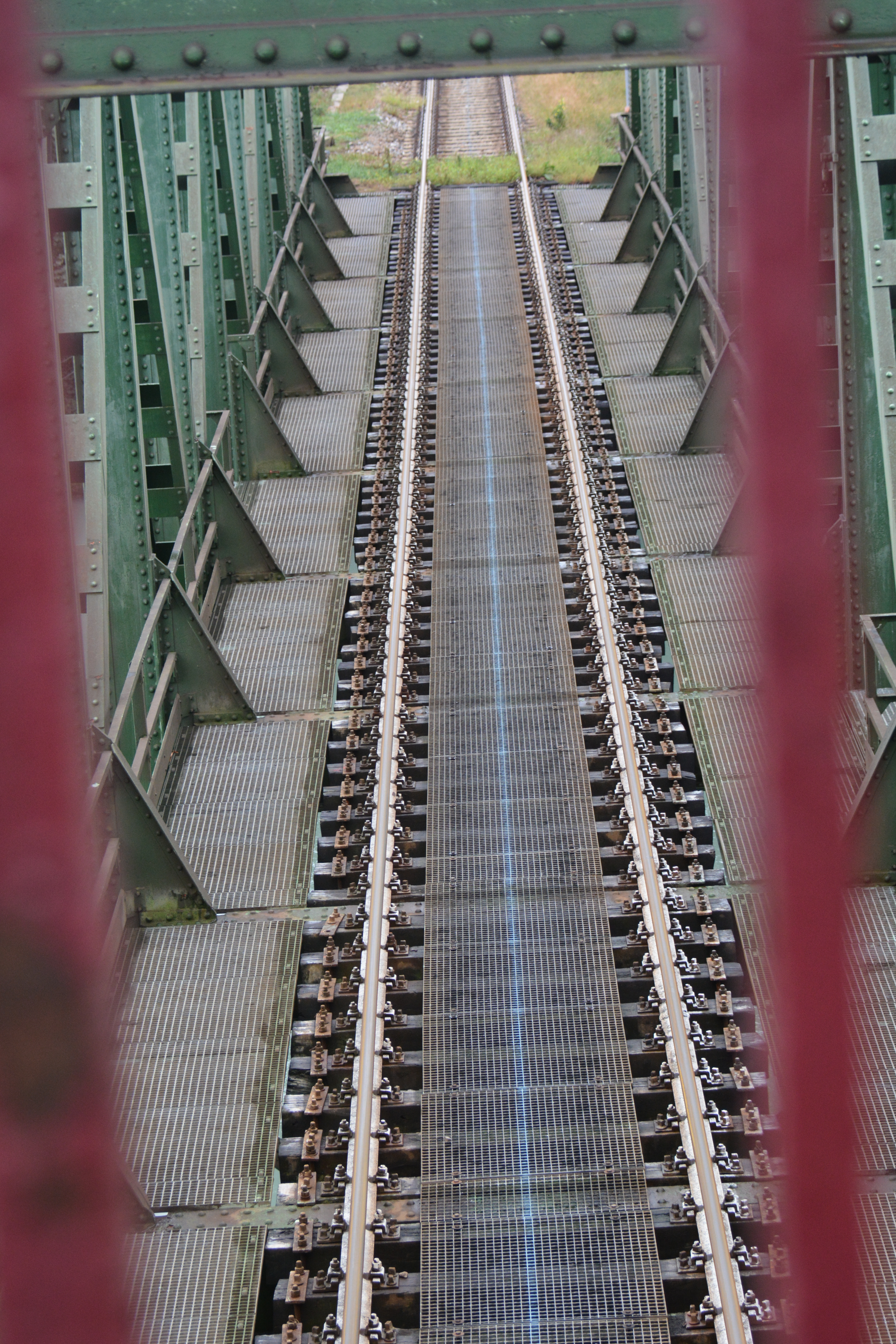
I binari
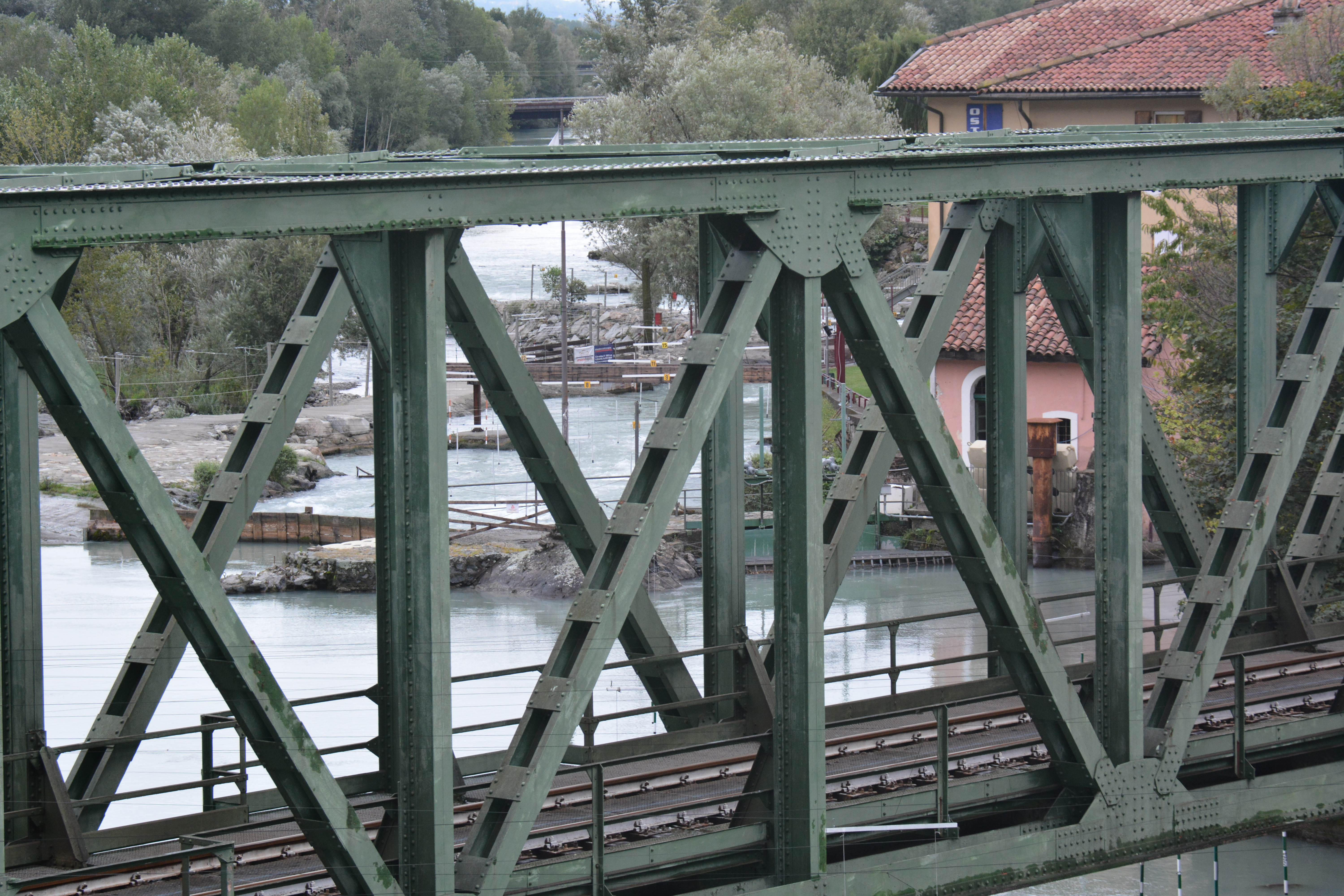
Veduta